# Chile Open
Il Chile Open, noto anche come   Movistar Chile Open per motivi di sponsorizzazione, è un torneo di tennis del Cile nato nel 1993 che si svolge su campi in terra rossa. La sede del torneo è stata Santiago del Cile tra il 1993 e il 2000, Viña del Mar dal 2001 al 2009, ancora Santiago nel 2010 e 2011 per poi tornare nal 2012 a Viña del Mar. Nel 2015 è stato sostituito dal nuovo torneo ATP di Quito. Nel 2020 il torneo viene ripristinato all'interno dell'ATP Tour in sostituzione del Brasil Open di San Paolo del Brasile, e la sede torna a essere Santiago. I campi sono quelli del Club Universidad Católica di Las Condes, comune in provincia della capitale cilena.
Solitamente era disputato nella prima parte di febbraio ed era il primo dei tornei sudamericani che formavano il Golden Swing, soprannome assegnato in onore dei cileni medagliati olimpici, Fernando González e Nicolás Massú. Proprio González detiene il maggior numero di titoli vinti grazie ai quattro successi nel 2002, 2004, 2008 e 2009. Precedentemente ha cambiato nome varie volte per motivi di sponsorizzazione, i più duraturi sono stati Movistar Open e BellSouth Open. Dal 2020 viene disputato nella seconda metà di febbraio.
Fernando González ha il record di titoli, 4, nel singolare, mentre Sebastián Prieto con 3 titoli detiene il record nel doppio.

## Albo d'oro

### Singolare
| Anno         | Vincitore             | Finalista               | Punteggio           | Nome ufficiale                        |
| Santiago     | Santiago              | Santiago                | Santiago            | Santiago                              |
| ------------ | --------------------- | ----------------------- | ------------------- | ------------------------------------- |
| 1993         | Javier Frana          | Emilio Sánchez          | 7–5, 3–6, 6–3       | Movistar Open                         |
| 1994         | Alberto Berasategui   | Francisco Clavet        | 6–3, 6–4            | Santiago Hellman's Cup                |
| 1995         | Sláva Doseděl         | Marcelo Ríos            | 7–6(3), 6–3         | Movistar Open                         |
| 1996         | Hernán Gumy           | Marcelo Ríos            | 6–4, 7–5            | Hellmann's Cup                        |
| 1997         | Julián Alonso         | Marcelo Ríos            | 6–2, 6–1            | Movistar Open                         |
| 1998         | Francisco Clavet      | Younes El Aynaoui       | 6–2, 6–4            | Movistar Open                         |
| 1999         | Non disputato         | Non disputato           | Non disputato       | Non disputato                         |
| 2000         | Gustavo Kuerten       | Mariano Puerta          | 7–6(3), 6–3         | Chevrolet Cup                         |
| Viña del Mar |                       |                         |                     |                                       |
| 2001         | Guillermo Coria       | Gastón Gaudio           | 4–6, 6–2, 7–5       | Chevrolet Cup Presented by Bell South |
| 2002         | Fernando González (1) | Nicolás Lapentti        | 6–3, 6(5)–7, 7–6(4) | BellSouth Open by Rosen               |
| 2003         | David Sánchez         | Marcelo Ríos            | 1–6, 6–3, 6–3       | BellSouth Open by Rosen               |
| 2004         | Fernando González (2) | Gustavo Kuerten         | 7–5, 6–4            | BellSouth Open by Rosen               |
| 2005         | Gastón Gaudio         | Fernando González       | 6–3, 6–4            | BellSouth Open by Rosen               |
| 2006         | José Acasuso          | Nicolás Massú           | 6–4, 6–3            | Movistar Open                         |
| 2007         | Luis Horna            | Nicolás Massú           | 7–5, 6–3            | Movistar Open                         |
| 2008         | Fernando González (3) | Juan Mónaco             | walkover            | Movistar Open                         |
| 2009         | Fernando González (4) | José Acasuso            | 6–1, 6–3            | Movistar Open                         |
| Santiago     |                       |                         |                     |                                       |
| 2010         | Thomaz Bellucci       | Juan Mónaco             | 6–2, 0–6, 6–4       | Movistar Open                         |
| 2011         | Tommy Robredo         | Santiago Giraldo        | 6–2, 2–6, 7–6(5)    | Movistar Open                         |
| Viña del Mar |                       |                         |                     |                                       |
| 2012         | Juan Mónaco           | Carlos Berlocq          | 6–3, 6(1)–7, 6–1    | VTR Open                              |
| 2013         | Horacio Zeballos      | Rafael Nadal            | 6(2)–7, 7–6(6), 6–4 | VTR Open By Cachantun                 |
| 2014         | Fabio Fognini         | Leonardo Mayer          | 6–2, 6–4            | Royal Guard Open Chile                |
| 2015- 2019   | Non disputato         | Non disputato           | Non disputato       | Non disputato                         |
| Santiago     |                       |                         |                     |                                       |
| 2020         | Thiago Seyboth Wild   | Casper Ruud             | 7–5, 4–6, 6–3       | Chile Dove Men+Care Open              |
| 2021         | Cristian Garín        | Facundo Bagnis          | 6–4, 6(3)–7, 7–5    | Chile Dove Men+Care Open              |
| 2022         | Pedro Martínez        | Sebastián Báez          | 4–6, 6–4, 6–4       | Chile Dove Men+Care Open              |
| 2023         | Nicolás Jarry         | Tomás Martín Etcheverry | 6(5)–7, 7–6(5), 6–2 | Movistar Chile Open                   |
| 2024         | Sebastián Báez        | Alejandro Tabilo        | 3–6, 6–0, 6–4       | Movistar Chile Open                   |
| 2025         | Laslo Đere            | Sebastián Báez          | 6–4, 3–6, 7–5       | Movistar Chile Open                   |

### Doppio
| Anno         | Vincitore                                           | Finalista                             | Punteggio              | Nome ufficiale                        |
| Santiago     | Santiago                                            | Santiago                              | Santiago               | Santiago                              |
| ------------ | --------------------------------------------------- | ------------------------------------- | ---------------------- | ------------------------------------- |
| 1993         | Mike Bauer David Rikl (1)                           | Christer Allgårdh Brian Devening      | 7–6, 6–4               | Movistar Open                         |
| 1994         | Karel Nováček Mats Wilander                         | Tomás Carbonell Francisco Roig        | 4–6, 7–6, 7–6          | Santiago Hellman's Cup                |
| 1995         | Jiří Novák David Rikl (2)                           | Shelby Cannon Francisco Montana       | 6–4, 4–6, 6–1          | Movistar Open                         |
| 1996         | Gustavo Kuerten (1) Fernando Meligeni               | Dinu Pescariu Albert Portas           | 6–4, 6–2               | Hellmann's Cup                        |
| 1997         | Hendrik Jan Davids Andrew Kratzmann                 | Julián Alonso Nicolás Lapentti        | 7–6(7), 5–7, 6–4       | Movistar Open                         |
| 1998         | Mariano Hood (1) Sebastián Prieto (1)               | Massimo Bertolini Devin Bowen         | 7–6(3), 6(5)–7, 7–6(4) | Movistar Open                         |
| 1999         | Non disputato                                       | Non disputato                         | Non disputato          | Non disputato                         |
| 2000         | Gustavo Kuerten (2) Antonio Prieto                  | Lan Bale Piet Norval                  | 6–2, 6–4               | Chevrolet Cup                         |
| Viña del Mar |                                                     |                                       |                        |                                       |
| 2001         | Tomás Carbonell Lucas Arnold Ker                    | Mariano Hood Sebastián Prieto         | 6–4, 2–6, 6–3          | Chevrolet Cup Presented by Bell South |
| 2002         | Gastón Etlis Martín Rodríguez                       | Lucas Arnold Ker Luis Lobo            | 6–3, 6–4               | BellSouth Open by Rosen               |
| 2003         | Agustín Calleri Mariano Hood (2)                    | František Čermák Leoš Friedl          | 6–3, 1–6, 6–4          | BellSouth Open by Rosen               |
| 2004         | Juan Ignacio Chela Gastón Gaudio                    | Nicolás Lapentti Martín Rodríguez     | 7–6(2), 7–6(3)         | BellSouth Open by Rosen               |
| 2005         | David Ferrer Santiago Ventura                       | Gastón Etlis Martín Rodríguez         | 6–3, 6–4               | BellSouth Open by Rosen               |
| 2006         | José Acasuso (1) Sebastián Prieto (2)               | František Čermák Leoš Friedl          | 7–6(2), 6–4            | Movistar Open                         |
| 2007         | Paul Capdeville Óscar Hernández                     | Albert Montañés Rubén Ramírez Hidalgo | 4–6, 6–4, [10–6]       | Movistar Open                         |
| 2008         | José Acasuso (2) Sebastián Prieto (3)               | Máximo González Juan Mónaco           | 6–1, 3–0 rit.          | Movistar Open                         |
| 2009         | Pablo Cuevas Brian Dabul                            | František Čermák Michal Mertiňák      | 6–3, 6–3               | Movistar Open                         |
| Santiago     |                                                     |                                       |                        |                                       |
| 2010         | Łukasz Kubot Oliver Marach (1)                      | Potito Starace Horacio Zeballos       | 6–4, 6–0               | Movistar Open                         |
| 2011         | Marcelo Melo Bruno Soares                           | Łukasz Kubot Oliver Marach            | 6–3, 7–6(3)            | Movistar Open                         |
| Viña del Mar |                                                     |                                       |                        |                                       |
| 2012         | Frederico Gil Daniel Gimeno Traver                  | Pablo Andújar Carlos Berlocq          | 1–6, 7–5, [12–10]      | VTR Open                              |
| 2013         | Paolo Lorenzi Potito Starace                        | Juan Mónaco Rafael Nadal              | 6–2, 6–4               | VTR Open By Cachantun                 |
| 2014         | Oliver Marach (2) Florin Mergea                     | Juan Sebastián Cabal Robert Farah     | 6–3, 6–4               | Royal Guard Open Chile                |
| 2015- 2019   | Non disputato                                       | Non disputato                         | Non disputato          | Non disputato                         |
| Santiago     |                                                     |                                       |                        |                                       |
| 2020         | Roberto Carballés Baena Alejandro Davidovich Fokina | Marcelo Arévalo Jonny O'Mara          | 7–6(3), 6–1            | Chile Dove Men+Care Open              |
| 2021         | Simone Bolelli Máximo González                      | Federico Delbonis Jaume Munar         | 7–6(4), 6–4            | Chile Dove Men+Care Open              |
| 2022         | Rafael Matos Felipe Meligeni Alves                  | André Göransson Nathaniel Lammons     | 7–6(8), 7–6(3)         | Chile Dove Men+Care Open              |
| 2023         | Andrea Pellegrino Andrea Vavassori                  | Thiago Seyboth Wild Matías Soto       | 6–4, 3–6, [12–10]      | Movistar Chile Open                   |
| 2024         | Marcelo Tomás Barrios Vera Alejandro Tabilo         | Orlando Luz Matías Soto               | 6–2, 6–4               | Movistar Chile Open                   |
| 2025         | Nicolás Barrientos Rithvik Choudary Bollipalli      | Máximo González Andrés Molteni        | 6–3, 6–2               | Movistar Chile Open                   |